# Aéroport international de Tianjin Binhai
L'aéroport international de Tianjin Binhai (code IATA : TSN • code OACI : ZBTJ) (chinois simplifié : 天津滨海国际机场 ; pinyin : Tiānjīn Guójì Jīchǎng) est un aéroport situé dans le district de Dongli à l'est de Tianjin, en république populaire de Chine. Il s'agit d'un des plus importants centres de fret aérien du pays.
Il sert de plate-forme de correspondance pour la récente compagnie Tianjin Airlines et pour la compagnie privée Okay Airlines. Air China y est également très présente.
Les vols internationaux sont principalement opérés par Korean Air et Asiana vers l'aéroport international d'Incheon à Séoul, All Nippon Airways et Japan Airlines assurent les voyages vers l'aéroport international du Chūbu à Nagoya.

## Situation

### Carte des 50 premiers aéroports de Chine
| \| 500 km1:25 016 000 \| Baotou Canton Changchun Changsha Chengdu-CTU Chengdu-TFU Chongqing Dalian Fuzhou Guilin Guiyang Haikou Hailar Hangzhou Harbin Hefei Hohhot Jinan Jinghong Kunming Lanzhou Lhassa Lijiang Nanchang Nankin Nanning Ningbo Pékin · Capitale Pékin · Daxing Qingdao Quanzhou Sanya Shanghaï-Pudong Shanghaï-Hongqiao Shantou-Chaozhou-Jieyang Shenyang Shenzhen Shijiazhuang Taiyuan Tianjin Ürümqi Wenzhou Wuhan Suzhou Xiamen Xi'an Xining Yantai Yinchuan Zhengzhou Zhuhai-Jinwan |
| 500 km1:25 016 000 |

## Nouveau terminal et seconde piste
La construction d'un nouveau terminal démarre en août 2005 et se termine à la fin de l'année 2007, pour une mise en fonction en 2008. L'agrandissement de l'aéroport le dote d'un terminal ultramoderne, qui est trois fois plus grand que le premier terminal de 116 000 m2. Une fois les trois phases de construction achevées, le terminal de l'aéroport aura une superficie de 500 000 m2 et pourra absorber 40 millions de passagers par an. Au cours de la période du projet, l'aéroport va passer d'une superficie totale de 25 km2 à 80 km2. À terme, l'aéroport devrait ressembler à l'aéroport d'Amsterdam-Schiphol en termes de taille et sera capable de faire transiter 500 000 tonnes de fret et 200 000 vols par an.
L'expansion, avec un investissement total d'environ 3 milliards de yuans (330 millions d'euros), a commencé en août 2005. La piste est également élargie de 50 à 70 m et allongée de 400 m pour atteindre 3 600 m. En mai 2009, l'aéroport se complète avec une deuxième piste et le nombre de passagers attendus devrait atteindre 10 millions.

## Compagnies aériennes et destinations
| Compagnies                                         | Destinations |
| -------------------------------------------------- | --- |
| Air China                                          | - Bangkok-Suvarnabhumi, - Baotou-Donghe, - Changsha, - Chengdu-Shuangliu, - Chongqing-Jiangbei, - Dalian-Zhoushuizi, - Daqing, - Canton-Baiyun, - Haikou, - Hangzhou-Xiaoshan, - Harbin Taiping, - Hohhot, - Hong Kong, - Kunming-Changshui, - Lanzhou, - Lijiang, - Okinawa-Naha, - Osaka-Kansai, - Sanya-Phénix, - Séoul-Incheon, - Shanghai-Hongqiao, - Shanghai-Pudong, - Shenzhen-Bao'an, - Taïpei-Songshan, - Tokyo-Narita, - Tonghua, - Ürümqi-Diwopu, - Xiamen-Gaoqi, - Xi'an-Xianyang, - Xining-Caojiabao, - Yanji, - Yinchuan Hedong, - Yuncheng |
| Air China opéré par Dalian Airlines                | Dalian-Zhoushuizi, Shenzhen-Bao'an |
| Air Macau                                          | Macao |
| Asiana Airlines                                    | Séoul-Incheon |
| Beijing Capital Airlines                           | Sanya-Phénix |
| Chengdu Airlines                                   | Chengdu-Shuangliu |
| China Eastern Airlines                             | Chifeng, Dali, Canton-Baiyun, Harbin Taiping, Kunming-Changshui, Shanghai-Hongqiao, Shanghai-Pudong, Ulan hot, Wuhan, Jinghong Xishuangbanna Gasa |
| China Eastern Airlines opéré par Shanghai Airlines | Kunming-Changshui, Dehong Mangshi, Shanghai-Hongqiao, Shanghai-Pudong" |
| China Southern Airlines                            | Changsha, Chongqing-Jiangbei, Dalian-Zhoushuizi, Canton-Baiyun, Harbin Taiping, Shantou-Chaozhou-Jieyang, Sanya-Phénix, Wuhan, Yiwu, Zhuhai |
| Colorful Guizhou Airlines                          | Guiyang |
| EVA Air                                            | Kaohsiung, Taïwan-Taoyuan |
| Far Eastern Air Transport                          | Taïpei-Songshan |
| Fuzhou Airlines                                    | Fuzhou-Chánglè, Harbin Taiping |
| GX Airlines                                        | Nanning, Nanyang, Yichang |
| Hainan Airlines                                    | Changzhi-Wangcun (en), Denpasar-Bali, Canton-Baiyun, Haikou, Shanghai-Pudong, Shenzhen-Bao'an, Vancouver |
| Hong Kong Airlines                                 | Hong Kong |
| I-Fly                                              | En saison charter : Liège-Bierset, Moscou-Vnoukovo |
| Japan Airlines                                     | Nagoya-Chūbu |
| Juneyao Airlines                                   | Shanghai-Pudong |
| Korean Air                                         | Séoul-Incheon |
| Loong Air                                          | Hangzhou-Xiaoshan, Harbin Taiping |
| Lucky Air                                          | Huai'an, Kunming-Changshui |
| Malaysia Airlines                                  | Kota Kinabalu |
| NokScoot                                           | Bangkok-Don Muang |
| Okay Airways                                       | - Changsha, - Chengdu-Shuangliu, - Chongqing-Jiangbei, - Dalian-Zhoushuizi, - Canton-Baiyun, - Guilin-Liangjiang, - Hangzhou-Xiaoshan, - Harbin Taiping, - Jeju, - Kalibo, - Kunming-Changshui, - Nanning, - Ningbo, - Osaka-Kansai, - Phuket, - Quanzhou Jinjiang, - Sanya-Phénix, - Shenzhen-Bao'an, - Tokyo-Haneda, - Xi'an-Xianyang, - Yantai, - Yulin (en), - Zhangjiajie En saison :Đà Nẵng Charter :Krabi |
| Scoot                                              | Singapour-Changi |
| Shandong Airlines                                  | Baotou-Donghe, Bayannur (zh), Hohhot, Qingdao-Jiaodong, Xiamen-Gaoqi |
| Shenzhen Airlines                                  | Canton-Baiyun, Shenzhen-Bao'an |
| Sichuan Airlines                                   | Changchun, Chengdu-Shuangliu, Chongqing-Jiangbei, Hangzhou-Xiaoshan, Harbin Taiping, Lanzhou |
| Spring Airlines                                    | Baishan (zh), Jeju, Osaka-Kansai, Shanghai-Hongqiao, Shenzhen-Bao'an, Yancheng Charter : Bangkok-Suvarnabhumi |
| Spring Airlines Japan                              | Tokyo-Narita |
| Thai Lion Air                                      | Bangkok-Don Muang |
| Tianjin Airlines                                   | - Auckland, - Baotou-Donghe, - Changchun, - Changsha, - Chifeng, - Chongqing-Jiangbei, - Dalian-Zhoushuizi, - Fuyang (en), - Fuzhou-Chánglè, - Ganzhou Huangjin, - Guilin-Liangjiang, - Guiyang, - Haikou, - Hailar, - Hakodate, - Hangzhou-Xiaoshan, - Harbin Taiping, - Hohhot, - Huai'an, - Huangshan-Tunxi, - Jiamusi (en), - Shantou-Chaozhou-Jieyang, - Kachgar-Kashi, - Kunming-Changshui, - Lanzhou, - Londres-Gatwick, - Moscou Chérémétiévo, - Mudanjiang, - Okinawa-Naha, - Nanchang-Changbei, - Nanning, - Ningbo, - Ordos Ejin Horo, - Osaka-Kansai, - Qingdao-Jiaodong, - Sanya-Phénix, - Shin-Chitose, - Séoul-Incheon, - Shanghai-Hongqiao, - Shenyang, - Sihanoukville, - Shijiazhuang, - Sydney-K. Smith, - Taiyuan-Wusu, - Tokyo-Haneda, - Tongliao (en), - Ürümqi-Diwopu, - Wenzhou-Longwan, - Wuhan, - Xiamen-Gaoqi, - Xi'an-Xianyang, - Yantai, - Yinchuan Hedong, - Zhengzhou Charter : Jeju, Phuket, Vladivostok |
| Tibet Airlines                                     | Lhassa-Gonggar, Mianyang Nanjiao |
| West Air                                           | Chongqing-Jiangbei |
| Xiamen Airlines                                    | Bangkok-Suvarnabhumi, Changsha, Chongqing-Jiangbei, Dalian-Zhoushuizi, Fuzhou-Chánglè, Guiyang, Haikou, Hangzhou-Xiaoshan, Harbin Taiping, Hohhot, Macao, Nantong Xingdong, Quanzhou Jinjiang, Shenzhen-Bao'an, Ürümqi-Diwopu, Wuhan, Xiamen-Gaoqi, Xi'an-Xianyang |

Édité le 30/01/2018

### Fret
| Compagnies               | Destinations                                               |
| ------------------------ | ---------------------------------------------------------- |
| ANA Cargo                | Dalian, Osaka-Kansai, Tokyo-Narita                         |
| Grizodubova Air Company  | Abakan                                                     |
| Hong Kong Airlines       | Hong Kong                                                  |
| Lufthansa Cargo          | Francfort, Krasnoïarsk                                     |
| Korean Air Cargo         | Séoul-Incheon                                              |
| Singapore Airlines Cargo | Anchorage, Los Angeles, Nankin, Shanghai-Pudong, Singapour |
| TransAVIAexport Airlines | Novosibirsk                                                |
| Volga-Dnepr              | Abakan                                                     |
| Uzbekistan Airways       | Navoi                                                      |
| Yangtze River Express    | Munich                                                     |

## Statistiques
En 2008, 166 558 tonnes de fret ont transité par l'aéroport, devenant le 11e aéroport de fret en Chine. L'aéroport est également l'aéroport dont la croissance est la plus rapide en Chine, enregistrant une croissance de 20,2 % du trafic de passagers et 33,2 % d'augmentation du trafic de fret en 2008.
Le graphique qui aurait dû être présenté ici ne peut pas être affiché car il utilise l'ancienne extension Graph, désactivée pour des questions de sécurité. Des indications pour créer un nouveau graphique avec la nouvelle extension Chart sont disponibles ici.

Voir la requête brute et les sources sur Wikidata.
| Mouvements       | 2008      | 2007      | 2006      | 2005      | 2004      | 2003      | 2002      | 2001    | 2000    |
| ---------------- | --------- | --------- | --------- | --------- | --------- | --------- | --------- | ------- | ------- |
| Passagers        | 4 637 299 | 3 860 752 | 2 766 504 | 2 193 914 | 1 705 271 | 1 103 491 | 1 092 121 | 941 178 | 884 448 |
| Fret (en tonnes) | 166 558   | 125 087   | 96 756    | 80 192    | 70 995    | 48 681    | 41 722    | 36 503  | 44 387  |

## Éducation
L'Université de l'aviation civile de Chine est située aux abords de l'aéroport.